# Galeommatida
Galeommatida is een orde van de tweekleppigen.

## Families
- Galeommatoidea J.E. Gray, 1840
  - Basterotiidae Cossmann, 1909
  - Galeommatidae Gray, 1840
  - Lasaeidae Gray, 1842